# زبان سانگو
زبان سانگو زبانی است رایج در جمهوری آفریقای مرکزی. ۱.۶ میلیون تن از این زبان به عنوان زبان دوم بهره می‌برند، ولی کسانی که سانگو زبان اولشان است بیشتر در شهرک‌ها می‌زیند و شمارشان به ۴۰۴ هزار تن می‌رسد.